# Nydala socken
Nydala socken i Småland ingick i Västra härad, ingår sedan 1971 i Värnamo kommun i Jönköpings län och motsvarar från 2016 Nydala distrikt.
Socknens areal är 146,87 kvadratkilometer, varav land 114,41. År 2000 fanns här 224 invånare. Nydala kloster med sockenkyrkan Nydala kyrka ligger i socknen. 

## Administrativ historik
Nydala socken har medeltida ursprung.
Vid kommunreformen 1862 övergick socknens ansvar för de kyrkliga frågorna till Nydala församling och för de borgerliga frågorna till Nydala landskommun. Landskommunen inkorporerades 1952 i Vrigstads landskommun innan den 1971 uppgick i Värnamo kommun. Församlingen uppgick 2013 i Nydala-Fryele församling.
1 januari 2016 inrättades distriktet Nydala, med samma omfattning som församlingen hade 1999/2000.  
Socknen har tillhört samma fögderier och domsagor som Västra härad. De indelta soldaterna tillhörde Jönköpings regemente, Mo härads kompani, och Smålands grenadjärkår, Livkompaniet.

## Geografi
Nydala socken ligger kring sjön Rusken nordost om Värnamo och med Dalmossen i väster. Socknen består av mossrik skogsmark.

## Fornlämningar
Fem hällkistor från stenåldern, några stensättningar från bronsåldern och två järnåldersgravfält med domarringar är kända.

## Namnet
Namnet (1143 Nova valle, 1366 Nydal), taget från klosteranläggningen, anspelar på moderklostret i Clairvaux med det latinska namnet Clara vallis, svenska Den klara/ljusa dalen.